# (15945) Raymondavid
(15945) Raymondavid est un astéroïde de la ceinture principale.

## Description
(15945) Raymondavid est un astéroïde de la ceinture principale. Il fut découvert le 8 janvier 1998 à Caussols par le projet ODAS. Il présente une orbite caractérisée par un demi-grand axe de 3,15 UA, une excentricité de 0,14 et une inclinaison de 4,8° par rapport à l'écliptique.

## Compléments